# Sigurðarkviða hin skamma
Le Sigurðarkviða hin skamma, en français le Chant bref de Sigurd, est une œuvre héroïque de l'Edda poétique, recueil de poèmes de la mythologie nordique, appartenant spécifiquement au cycle de Sigurd.
Le poème est composé de 71 strophes, et il raconte le meurtre du héros Sigurd par Guthormr à l'instigation de Brynhildr, puis le sentiment de culpabilité de cette dernière qui finit par préparer son suicide sur le bûcher funéraire du héros.